# Géraldine Paludi

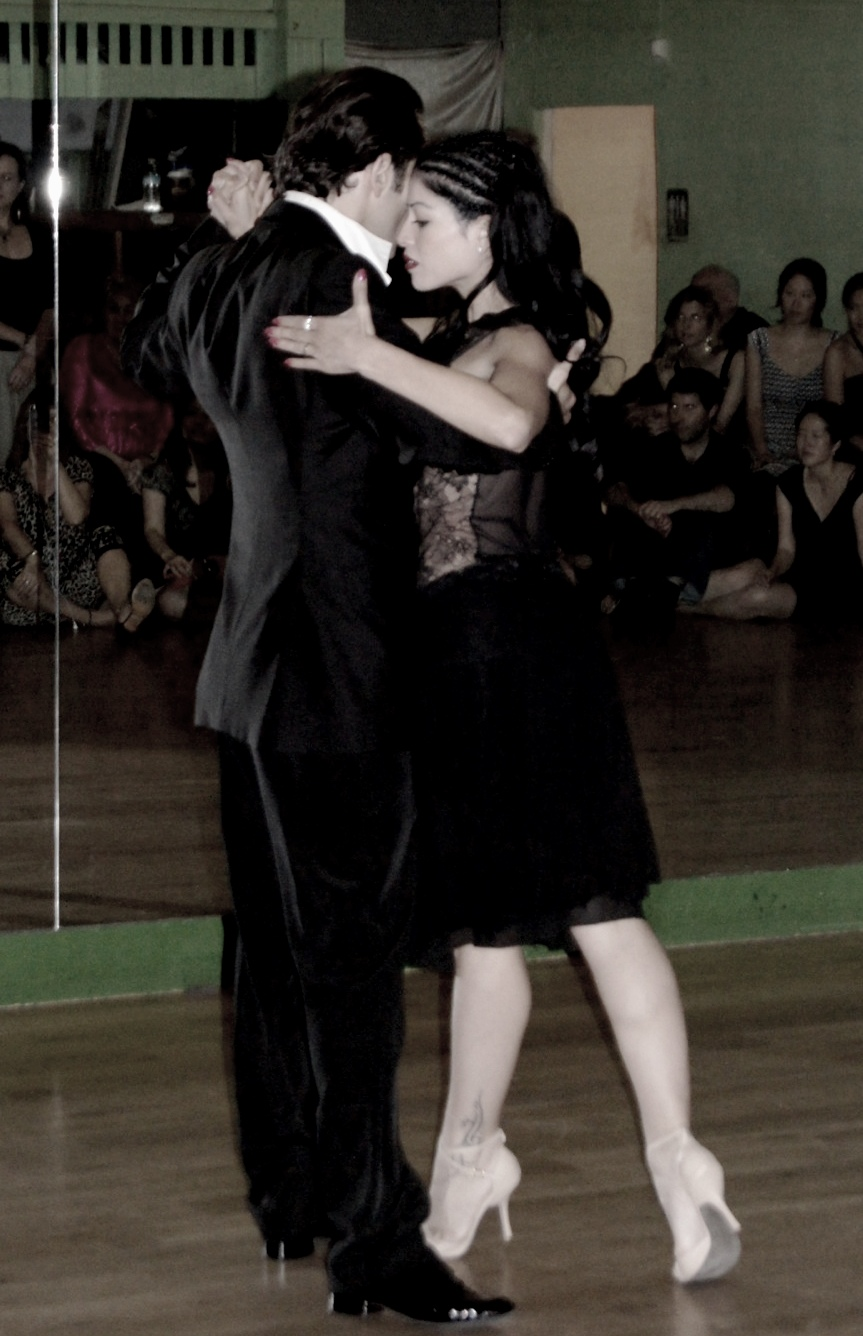
Géraldine Paludi tillsammans med Ezequiel Paludi.

Géraldine Paludi, tidigare Géraldine Rojas, född 6 juli 1981,  är en argentinsk tangodansare. Hon har medverkat som dansare i filmerna Assassination tango (2002) och Inte här för att bli älskad (2005). Paludi var tidigare partner till Javier Rodriguez och de uppträdde tillsammans bland annat under en tysk-argentinsk kulturfestival i Berlin 2002. Hon har också dansat på teaterscen, bland annat i en föreställning på Teatro Metropólitan I Buenos Aires 2005.